# Mart Siimann
Mart Siimann, född 21 september 1946 i Kilingi-Nõmme i Pärnumaa, är en estnisk politiker. Han var Estlands premiärminister från 17 mars 1997 till 25 mars 1999, i spetsen för en mittenkoalition och som ledare för Estniska koalitionspartiet (Eesti Koonderakond).
Siimann var chef för Estlands statliga television från 1989 till 1992. Han valdes in i Riigikogu 1995 och satt med undantag för sin period som premiärminister i parlamentet fram till 2003. Från 2001 till 2012 var han ordförande i Estlands olympiska kommitté.